# Crotaphytus vestigium
Espèce
Synonymes
- Crotaphytus insularis vestigium 
Smith & Tanner, 1972
- Crotaphytus fasciolatus Mocquard, 1903

Statut de conservation UICN

 LC  : Préoccupation mineure
Crotaphytus vestigium est une espèce de sauriens de la famille des Crotaphytidae.

## Répartition
Cette espèce se rencontre en Californie aux États-Unis et en Basse-Californie au Mexique.

## Publication originale
- Smith & Tanner, 1972 : Two new subspecies of Crotaphytus (Sauria: Iguanidae). Great Basin naturalist, vol. 32, p. 25-34 (texte intégral).